# Jaderná elektrárna Calvert Cliffs
Jaderná elektrárna Calvert Cliffs (anglicky Calvert Cliffs Nuclear Power Plant) je provozní jadernou elektrárnou ve Spojených státech. Leží poblíž Calvert County ve státě Maryland. Elektrárna je vlastněna a provozována společností Constellation Energy. Jedná se o jedinou jadernou elektrárnou ve státě. V roce 2005 elektrárnu navštívil tehdejší americký prezident George W. Bush.

## Historie a technické informace

### Bloky 1 a 2
Výstavba prvního tlakovodního dvousmyčkového reaktoru započala 1. června roku 1968. K síti byl blok připojen 3. ledna 1975 a do komerčního provozu vstoupil 8. května 1975. Druhý tlakovodní dvousmyčkový reaktor se začal stavět současně s prvním, také 1. června 1968. Připojen k síti byl 7. prosince 1976 a v komerční provoz vstoupil 1. dubna 1977. Výkon prvního bloku je 918 MW hrubých a druhého bloku 911 MW hrubých. Zajímavostí je, že první blok používá turbogenerátor od General Electric a druhý blok turbogenerátor od Westinghouse.
V prvním bloku byly roku 2002 vyměněny oba parogenerátory a v roce 2006 byla vyměněna hlava reaktorové nádoby. V druhém bloku byly parogenerátory vyměněny roku 2003 a hlava reaktoru v roce 2007.
Elektrárna pro chlazení reaktorů používá otevřený okruh, to znamená, že čerpá vodu z Chesapeakské zátoky a poté ji opět vypouští zpět. Voda z chladicího okruhu není radioaktivní, pouze ohřátá.
V únoru 2009 elektrárna pokořila rekord v kategorii tlakovodních reaktorů, kdy druhý blok fungoval nepřetržitě 692 dní na plný výkon. Kromě toho v roce 2008 dosáhl kapacitního faktoru 101,37%, čímž pokořil druhý rekord.

### Blok 3
Dne 13. července 2007 byla podána žádost u NRC k výstavbě třetího bloku US-EPR. Jedná se o čtyřsmyčkový tlakovodní reaktor od francouzské společnosti Areva o hrubém výkonu okolo 1600 MW.
V říjnu 2010 společnost Constellation Energy uvedla, že se dostala do slepé uličky při vyjednávání o federální záruce za úvěr na výstavbu navrhovaného třetího reaktoru. Vláda požadovala poplatek ve výši 880 milionů dolarů za záruku ve výši asi 7,6 miliardy dolarů, aby kompenzovala daňové poplatníky za riziko nesplácení. Společnost Constellation Energy odpověděla, že takový poplatek by projekt vážně poškodil.
V dubnu 2011 NRC prohlásila, že UniStar není způsobilá postavit třetí reaktor, protože Constellation odstoupila od partnerství s UniStar v roce 2010.
V roce 2015 Areva, která se potýkala s vnitřní restrukturalizací své korporace, odstoupila od certifikačního procesu pro projekt US-EPR, čímž byly v podstatě pozastaveny plány na umístění evropského reaktoru v USA.

### Okolní obyvatelstvo
NRC definuje dvě zóny havarijního plánování kolem jaderných elektráren. První o poloměru 16 kilometrů, která se týká především vystavení radioaktivní kontaminace vzduchu a poté druhou o poloměru 80 kilometrů, jež se zabývá kontaminací potravin a vody.

### Seismický risk
Podle studie NRC zveřejněné v srpnu 2010 by mohlo případné zemětřesení být dostatečně silné na to, aby způsobilo poškození aktivní zóny obou reaktorů.

## Informace o reaktorech
| Reaktor          | Typ reaktoru      | Výkon  | Výkon  | Zahájení výstavby | Připojení k síti | Uvedení do provozu | Uzavření |
| Reaktor          | Typ reaktoru      | Čistý  | Hrubý  | Zahájení výstavby | Připojení k síti | Uvedení do provozu | Uzavření |
| ---------------- | ----------------- | ------ | ------ | ----------------- | ---------------- | ------------------ | -------- |
| Calvert Cliffs-1 | CE - dvousmyčkový | 877 MW | 918 MW | 1. 6. 1968        | 3. 1. 1975       | 8. 5. 1975         |          |
| Calvert Cliffs-2 | CE - dvousmyčkový | 855 MW | 911 MW | 1. 6. 1968        | 7. 12. 1976      | 1. 4. 1977         |          |